# الدوري الفنزويلي الممتاز 2005–06
الدوري الفنزويلي الممتاز 2005–06 (بالإسبانية: Primera División Venezolana 2005-06) هو الموسم 86 من الدوري الفنزويلي الممتاز. كان عدد الأندية المشاركة فيه 10، وفاز فيه نادي كاراكاس.